# Франческо Аєц
Франческо Айец (італ. Francesco Hayez; 10 лютого 1791, Венеція — 21 грудня 1882, Мілан) — італійський художник та літограф ХІХ ст., француз за походженням.

## Прізвище
Він мав французьке походження, тому італійці, призвичені до переробки іноземних прізвищ, імен та географічних назв по різному вимовляли та писали його прізвище. В літературі минулого можна зустріти напис його прізвища як Хайєс, Гаєс, Гаєц.

## Рані роки
Батько був французом, а мати італійкою. Родина не була заможною. Він був наймолодшим сином в родині, де було ще чотири сини. У матері була рідна сестра, чоловік котрої був заможним колекціонером. До них і відіслали наймолодшого сина. До хлопця були уважні і колекціонер і роздивився вхлопці здібності. Тому його влаштували на навчання о майстра-реставратора. Ще малого хлопця перевели до майстерні художника Франческо Маджотто, у котрого він навчався три роки.

## Данина стилю класицизм

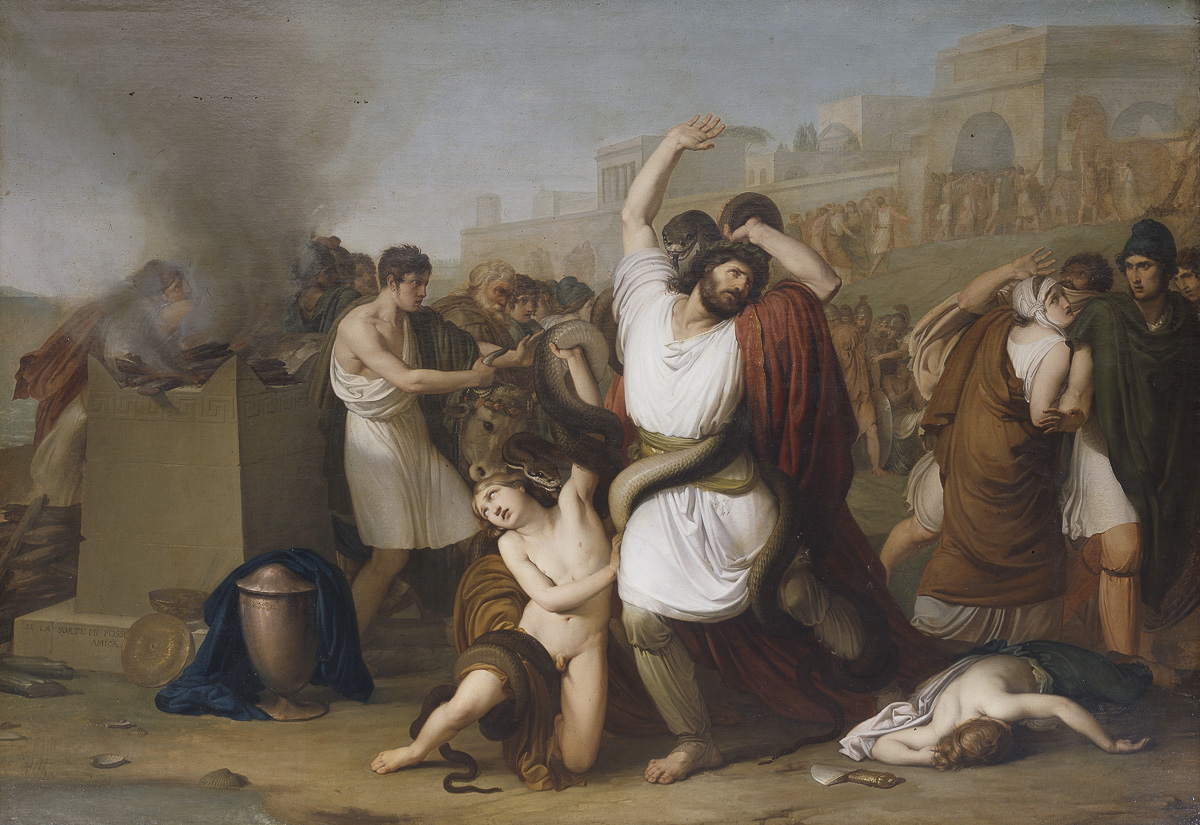
Франческо Айец. Лаокоон гине разом з синами, 1812, Брера, Мілан.

1809 року у 17 років він виграв конкурс і отримав право на навчання в Римі в академії св. Луки. Його покровителем став граф Чиконьяра, а керівником в академії — скульптор Антоніо Канова, сам венецієць. Згодом серед його знайомців став художник Енгр, француз, що мешкав у Римі. Ймовірно, Енгр знав, що хлопець мав француза-батька. Так, молодий художник опинився в колі художників-класицистів і сам почав працювати в цій стилістиці. Серед перших замов «Одісей в палаці Алкіноя» для короля Неаполя француза Йоахима Мюрата, зятя родини Бонапарт. Але в долю митця втрутились незворотні політичні події. Наполеон Бонапарт зазнав поразки під Ватерлоо, Йоахим Мюрат був розстріляний. Припалацові зв'язки в Неаполі розпалися, молодий Айец був вимушений повернутися у Рим. Але його підтримав граф Чиконьяра, що сприяв отриманню замов на палацові декоративні стінописи. Відомо, що перші фрески Айец створив у Ватикані 1817 року, але гроші на них дав Антоніо Канова. Вони дещо учнівські за задумом, декоративні і орієнтовані на типовий арсенал образів класицизму, давно розроблений легіонами декораторів до нього (орнаменти-гротески, три грації, Меркурій віддає яблуко пастуху Парису. Тетіс купає Ахілла в пекельній річці Стікс). Наскільки вдало опанував молодий художник стилістику пізнього класицизму доводить картина «Смерть Лаокоона з дітьми», переведена художником у побутовий жанр.

## Перехід в табір романтизму
Декілька разів він відвідував Мілан, а 1822 року там і оселився. Мілан того часу був під впливом французької культури, там мешкав письменник-француз Стендаль. Навіть на його надгробку напис «Анрі Бейль, міланець. Писав, кохав, жив.» Не дивно, що Мілан став колискою для італійського романтизму. Мілан підпав під владу Австро-Угорщини. Впливовий австрійський міністр Клеменс фон Меттерніх дав художнику замову на створення декоративних розписів у Королівському палаці. Айец прибув у Відень і виконав їх. В 1943 році його стінописи загинуть.
В  атмосфері підвласного австрійським загарбникам Мілана палко обговорювали проблеми класицизму і романтизму, в них не міг не брати участі і Айец. Згодом він перейде до табору італійських романтиків, але буде доволі обережним. Його романтизм не мав такого радикального характеру, як у французів Жеріко та Делакруа, а обмежився створенням картин з жіночими ню в домішках чьогось умовно арабського чи турецького, як його вважали європейці, що ніколи не були ні в Туреччині, ні в  арабомовних країнах.

## Адміністративна кар'єра
В роки праці в Мілані отримав посаду професора в академії Брера. Він роками жив на самоцензурі, бо мав замови від імператорського двору Відня. 1850 року (у віці під 60) він став директором академії Брера.

## Вибрані твори
- «Богиня Артеміда»

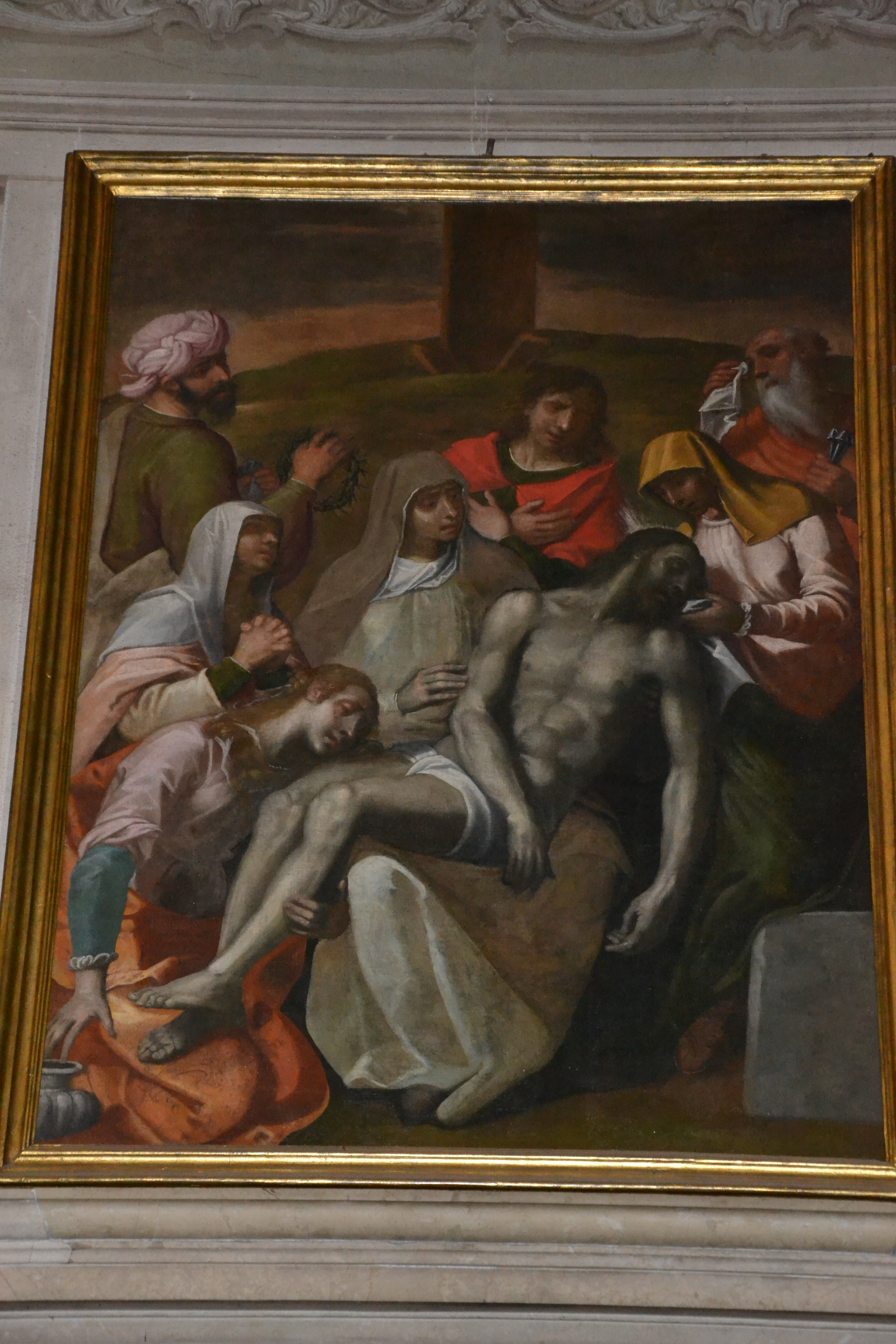
Франческо Айец. «Оплакування Христа», храм в Ізео

- «Одесей в палаці Алкіноя», Музей Каподімонте, Неаполь
- «Лаокоон гине з синами», Брера, Мілан
- «Рінальдо і Арміда», 1813, Брера, Мілан
- «Портрет додини Стампа ді Сончино», 1822, Брера, Мілан
- «Франц Йосип І», I (1830—1916), імператор Австрії в молоді роки, Брера, Мілан
- «Танцівниця Шарлотта Шабер в образі Венери»
- «Втеча Бьянки Каппелло з Венеції»
- «Марія Стюарт», Лувр, Париж
- «Втікачі греки з турецької неволі в морі»
- «Самсон з убитим левом»
- «Автопортрет перед кліткою з хижаками»
- «Купальня німф», 1831, приватна збірка
- «Паломники та хрестоносці, що гинуть від спраги під стінами Єрусалиму», бл. 1836, Королівський палац, Турин
- «Священик Антоніо Росміні», 1853, Брера, Мілан
- «Портрет Антоніетти Негроні дитиною», 1858, Галерея новітнього мистецтва, Мілан
- «Поцілунок», 1859, Брера, Мілан
- «Руйнація Храму римськими вояками в Єрусалимі», 1861, Брера, Мілан

## Галерея вибраних творів

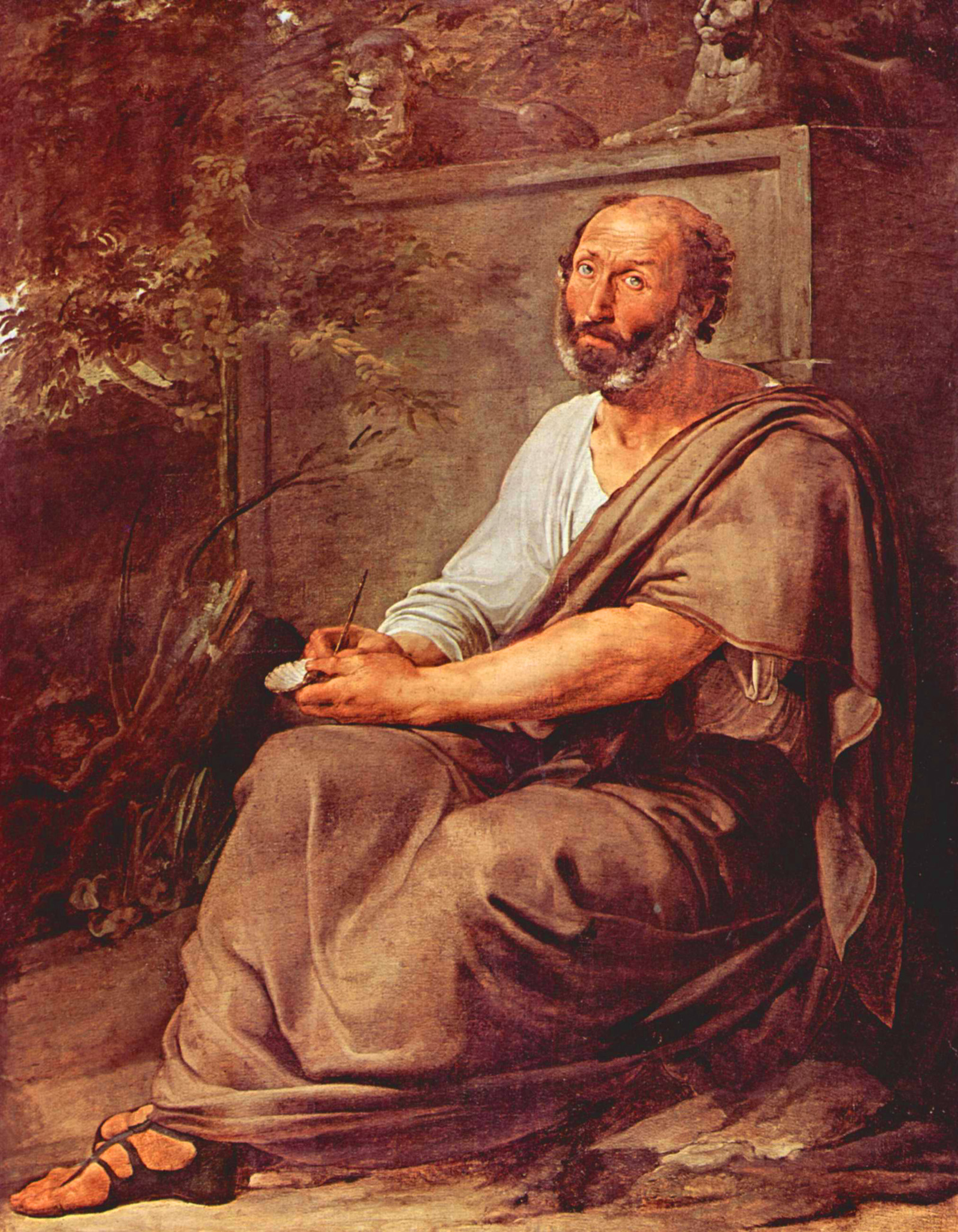
Франческо Айец. «Арістотель» (умовний портрет давньогрецького філософа), 1811, Галерея академії, Венеція.

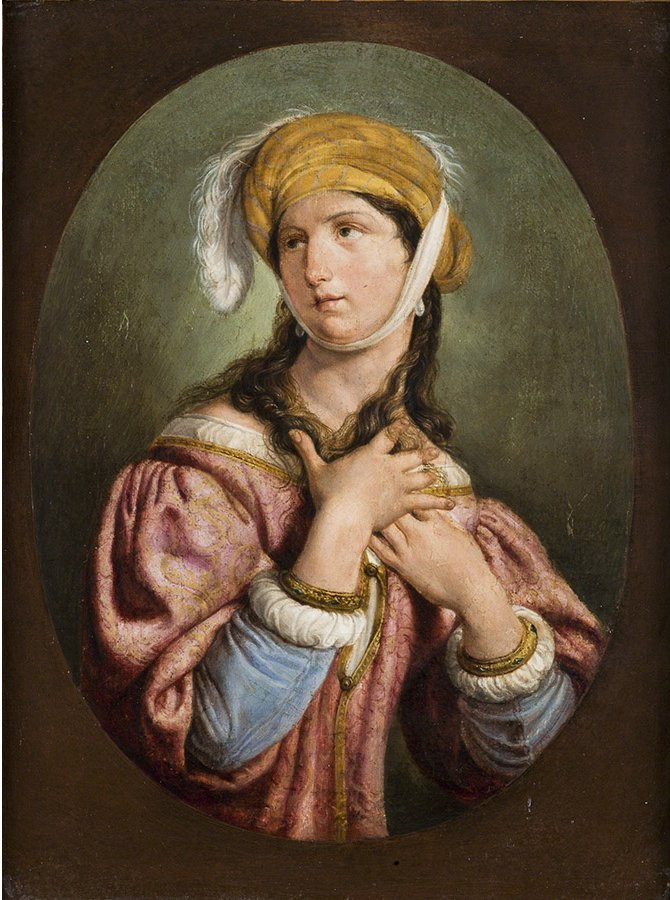
Франческо Айец. «Ревекка», 1828, Художня галерея 19 ст.
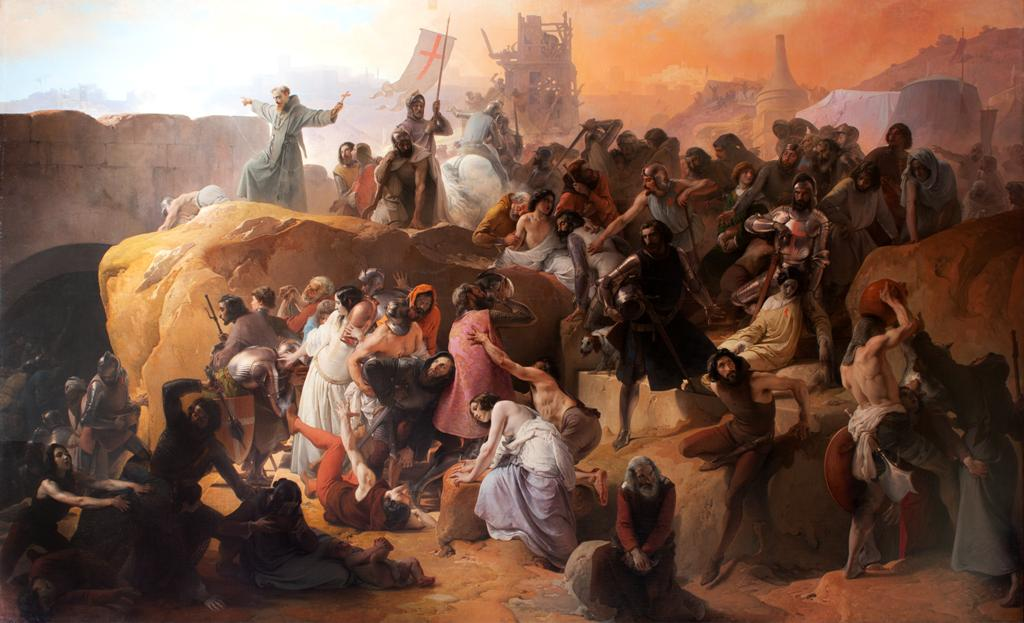
Франческо Айец. «Паломники і хрестоності гинуть від спраги під стінами Єрусалиму», після 1833, Королівський палац, Турин
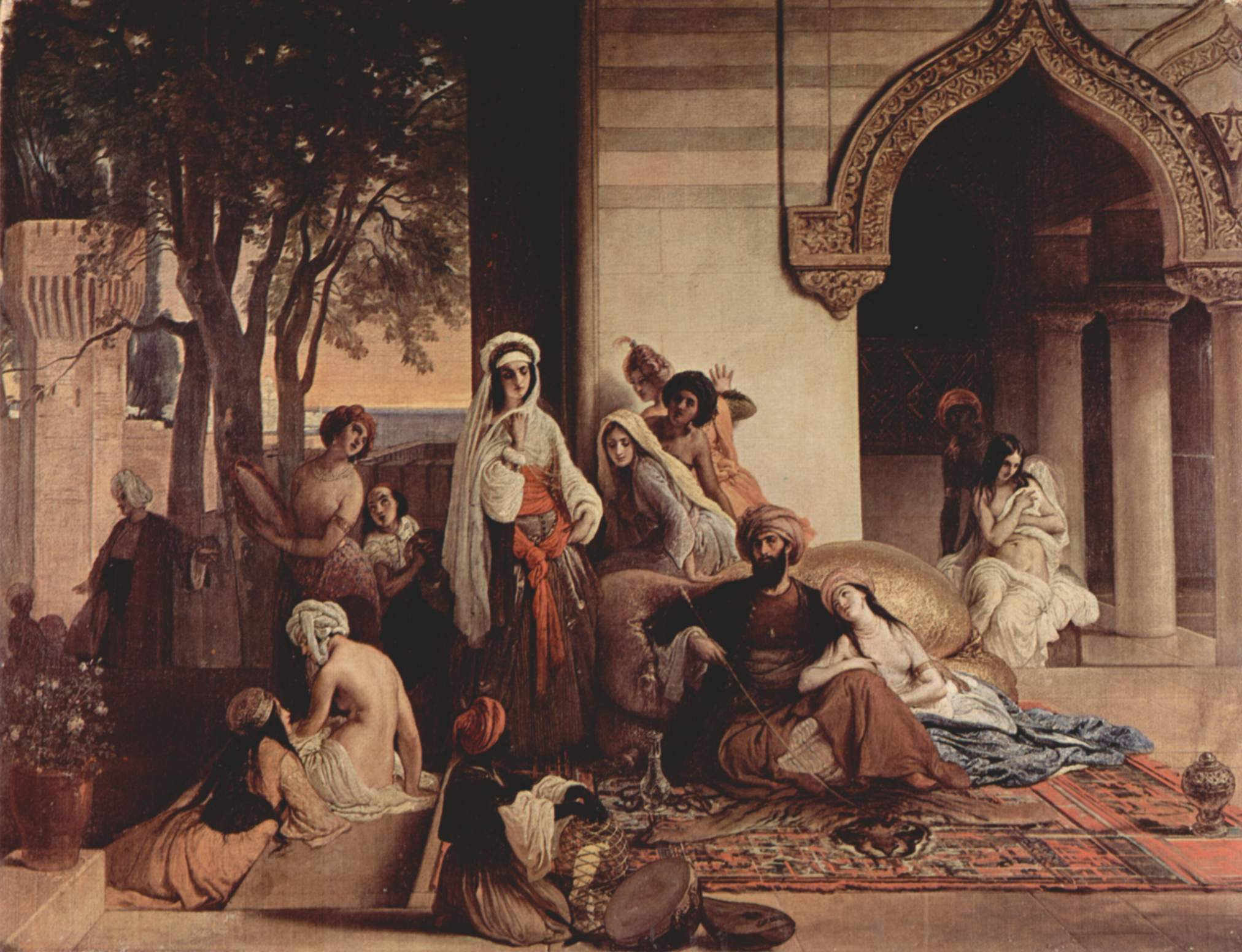
Франческо Айец. «Нова улюблениця в гаремі», 1866, приватна збірка, Мілан

## Чудовий портретист

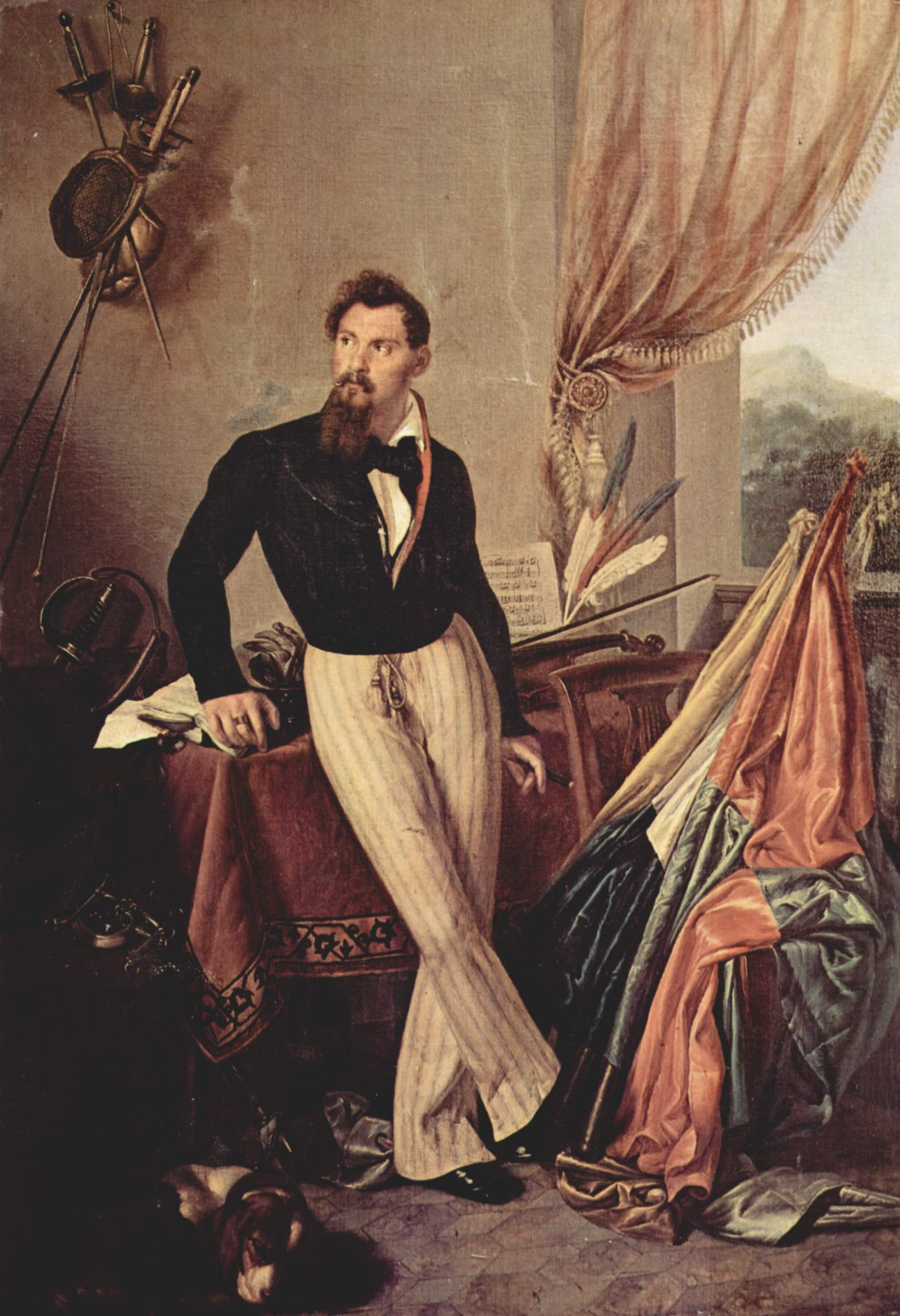
Франческо Айец. «Портрет графа Бальйоні», приватна збірка, Тревізо

Франческо Айец виробився у чудового портретиста. Його портрети створені в тій же стилістиці, що і уславлені портрети пензля Енгра, з котрим він був знайомим. На відміну від портретів Енгра в манері холодного спостереження Айец привніс нотки щирості, теплоти при збереженні всіх модних аксесуарів і реалізму. Цей реалізм дозволив помічати як індивідуальні особливості особи, так і її глупоту або втрачене волосся, зморшки, набряки під очима. Цікаво, що більшість його персон на портретах в чорному одязі.

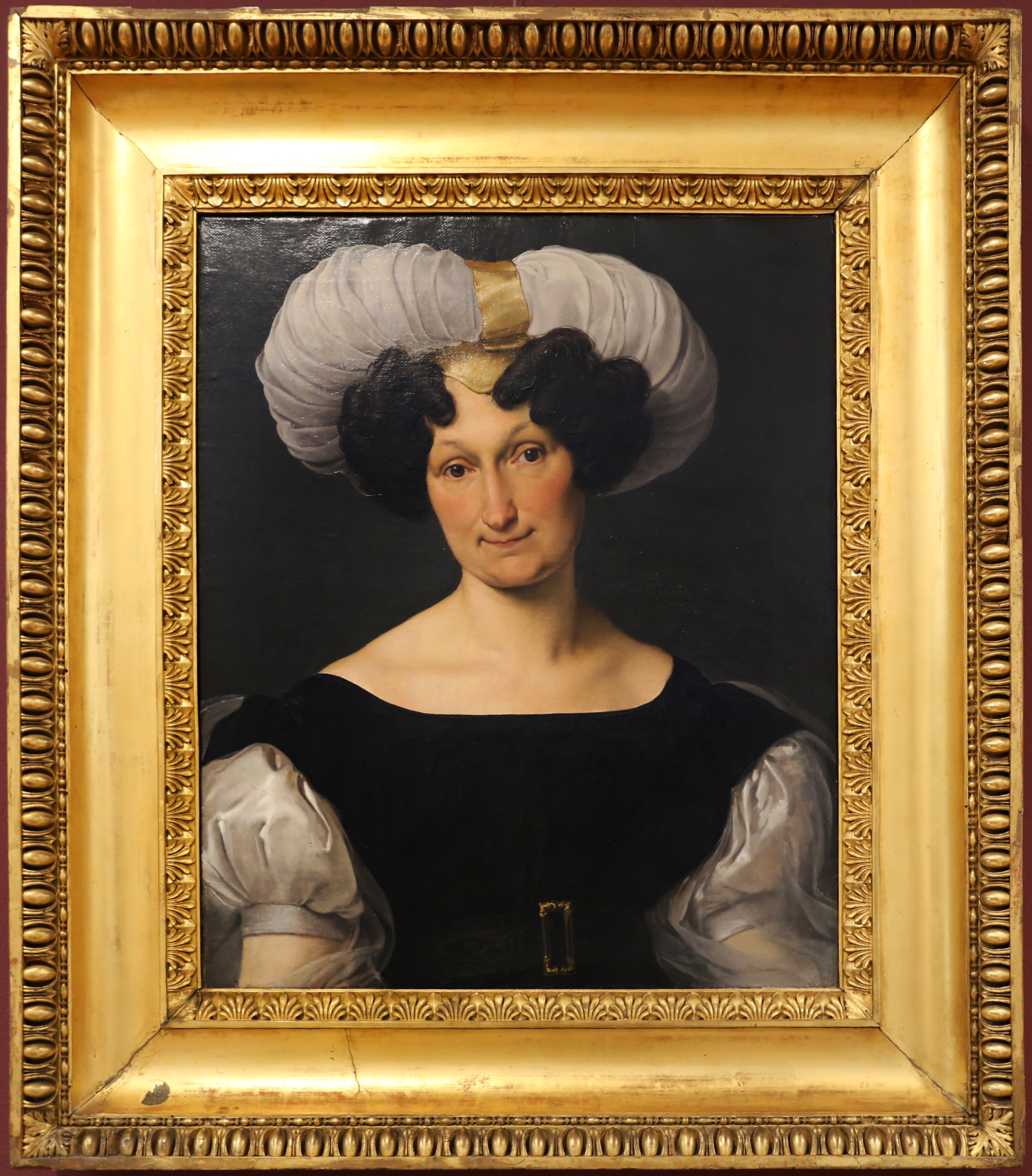
Франческо Айец. «Франческа Майноні д'Антіньяно», 1829.
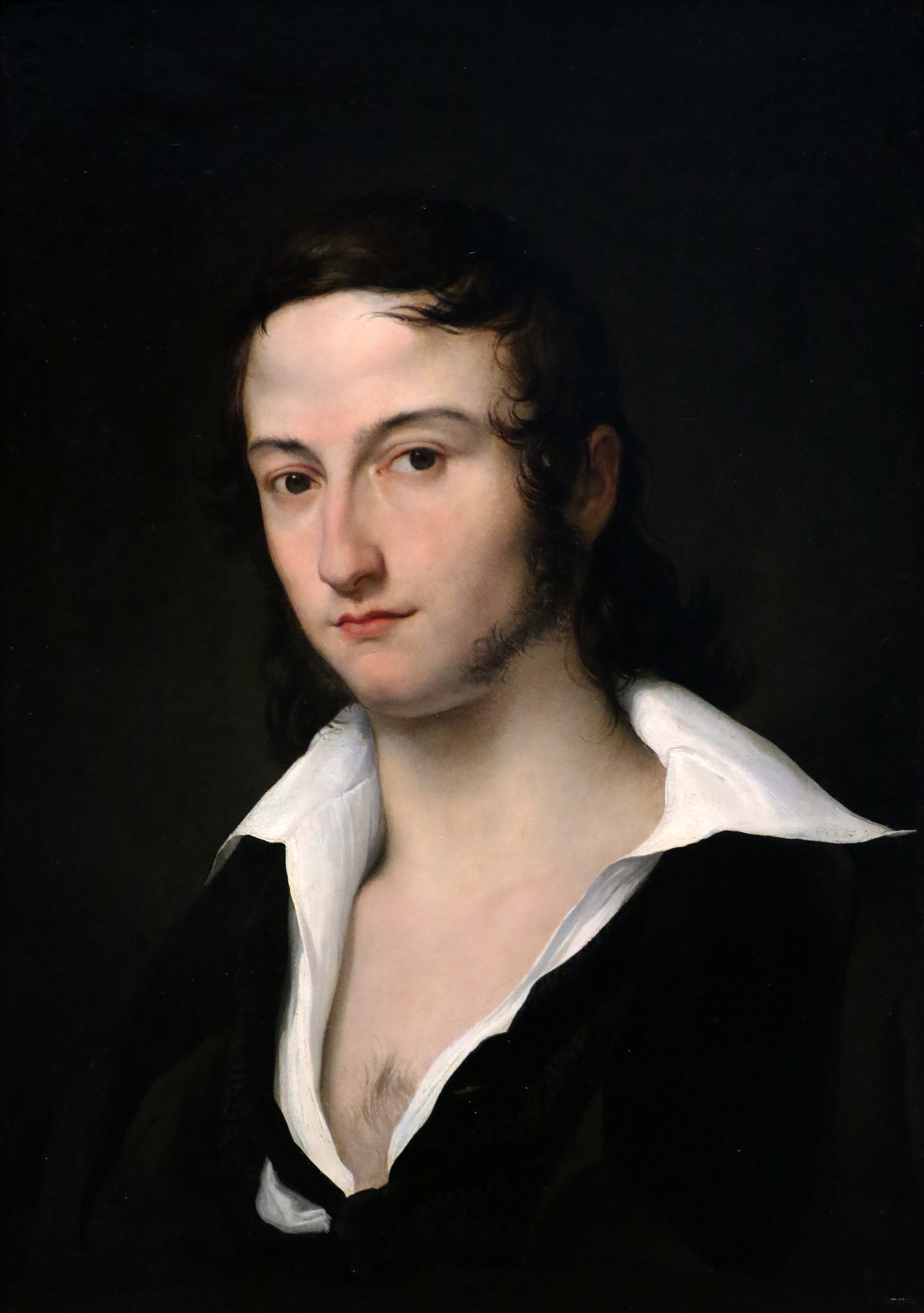
Франческо Айец. «Карло делла Бьянка», 1823, Брера, Мілан
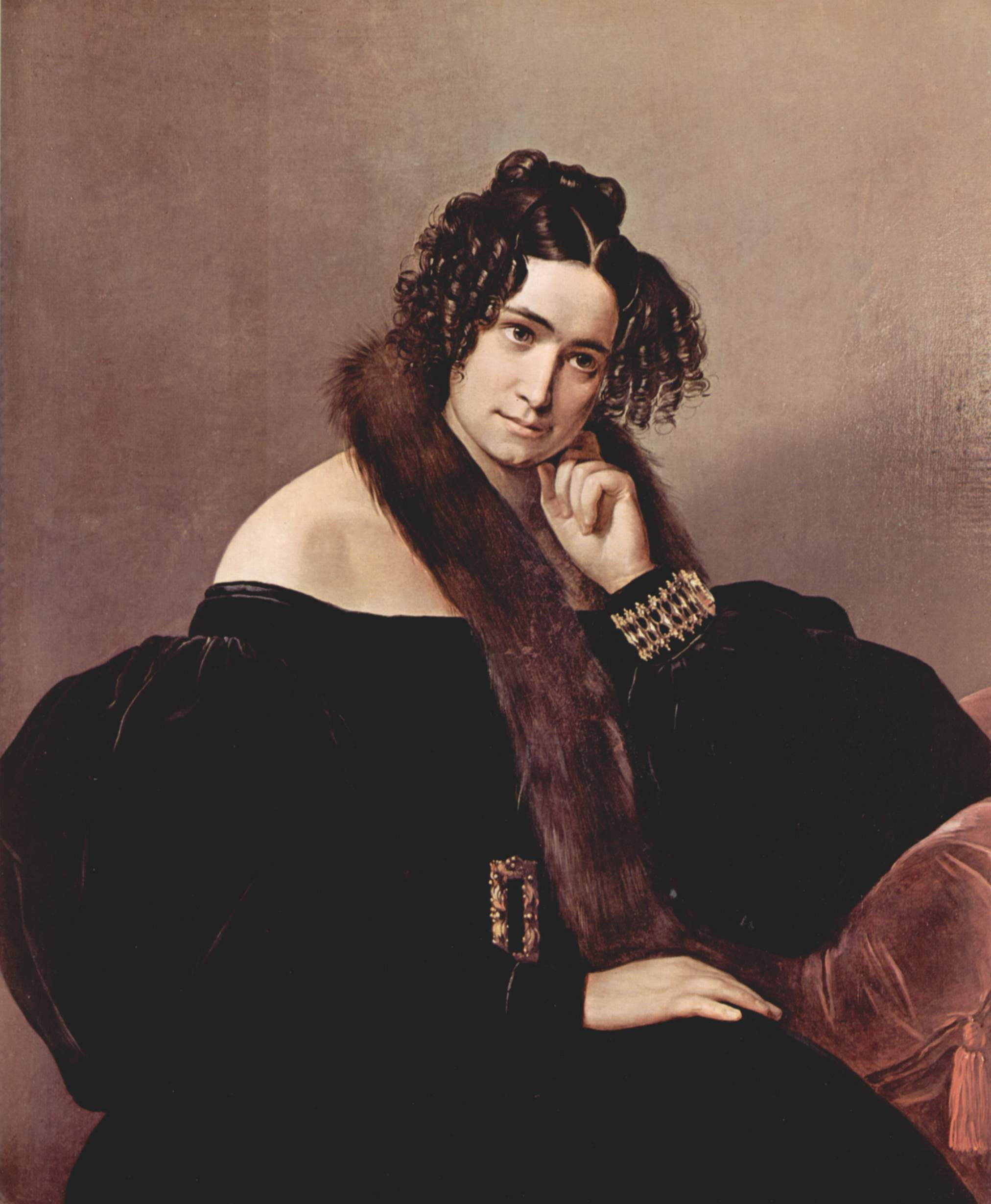
Франческо Айец. «Феліцина Кальо Перігьо ді Кремнаго», 1842.
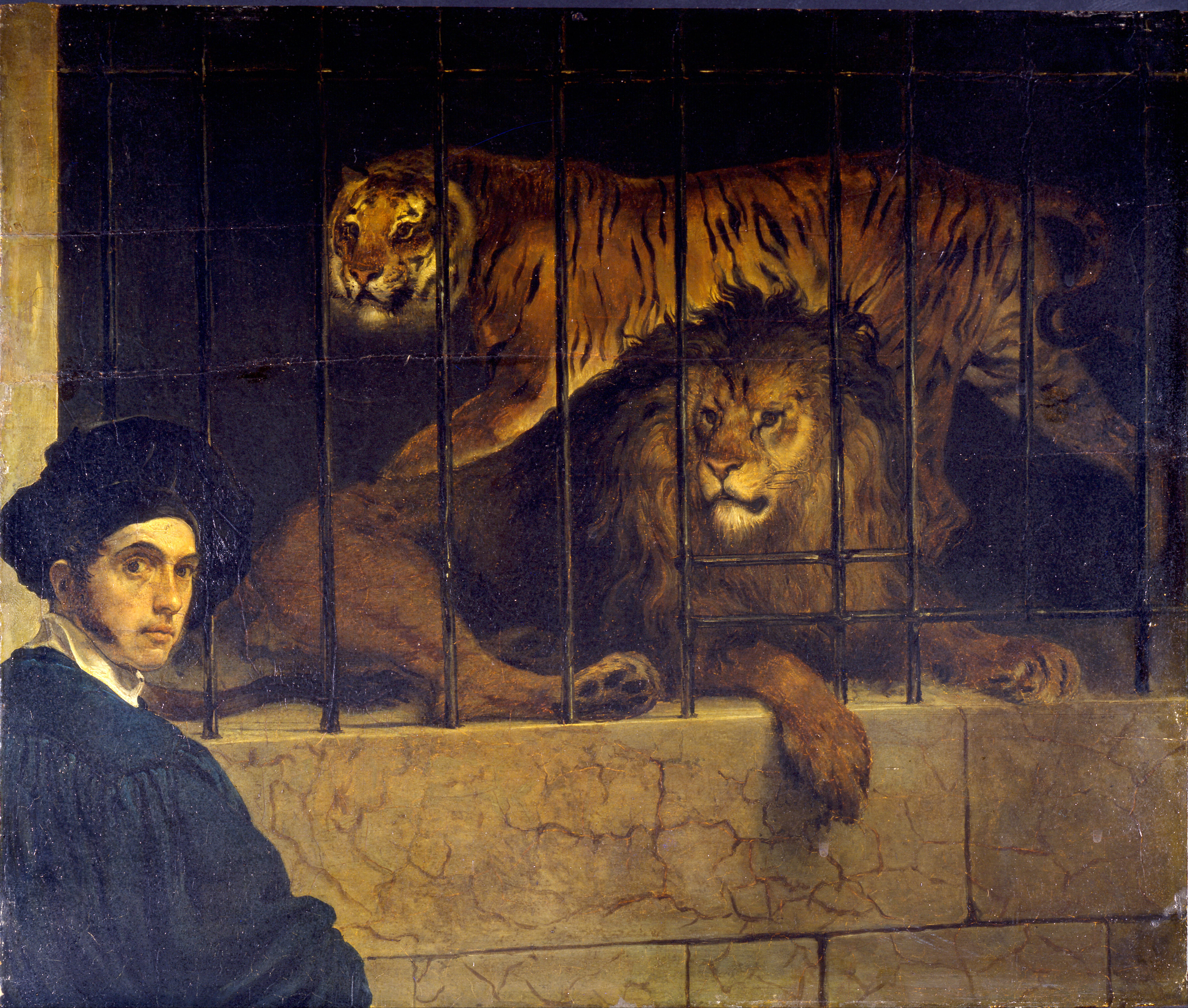
Франческо Айец, «Автопортет з хижаками» бл.1830, Музей Польді-Пеццолі
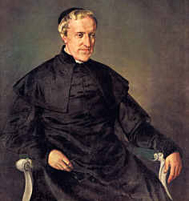
Франческо Айец. «Антоніо Росміні», 1953, Брера, Мілан.
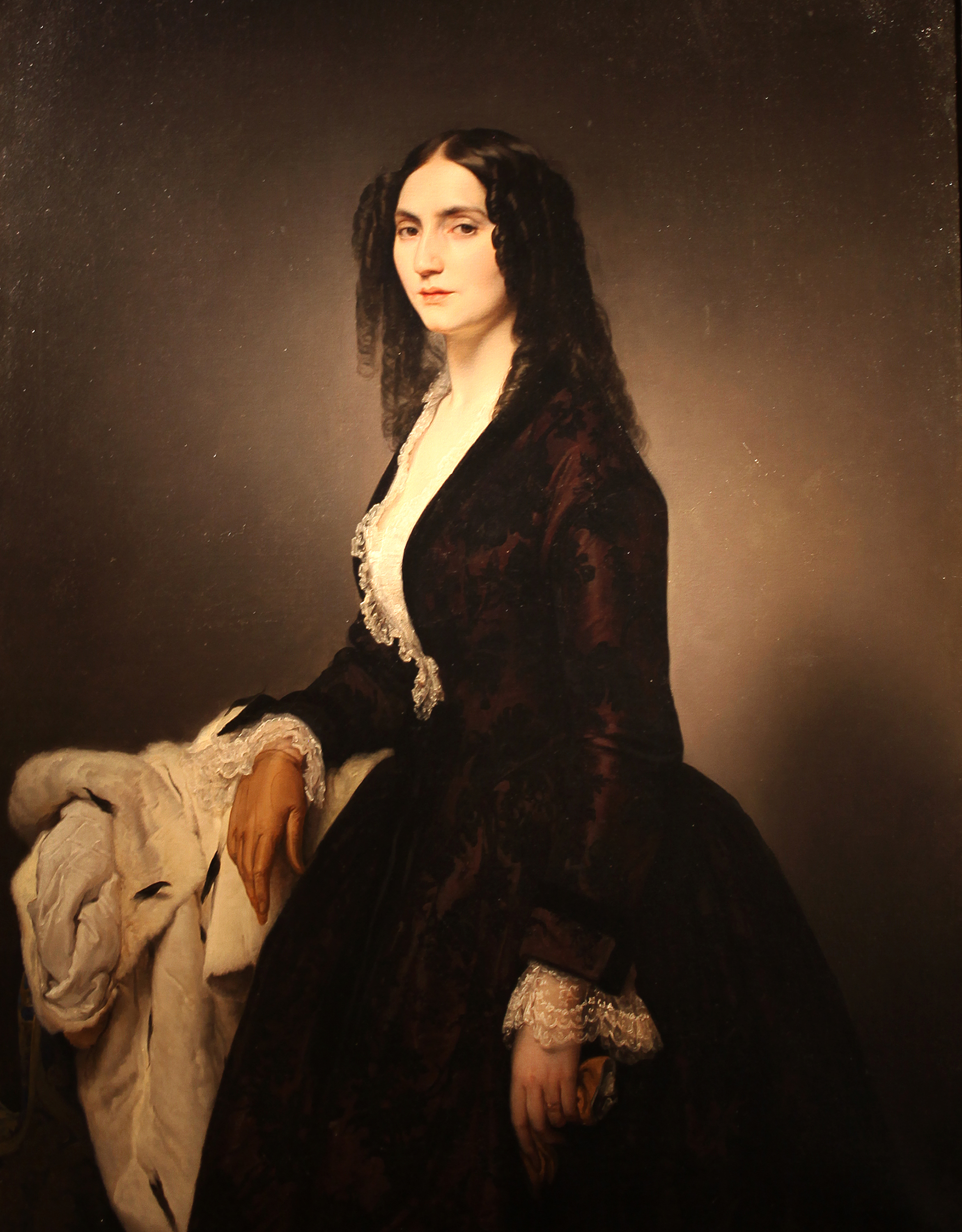
Франческо Айец. «Співачка Матільда Юва Бранка», 1851
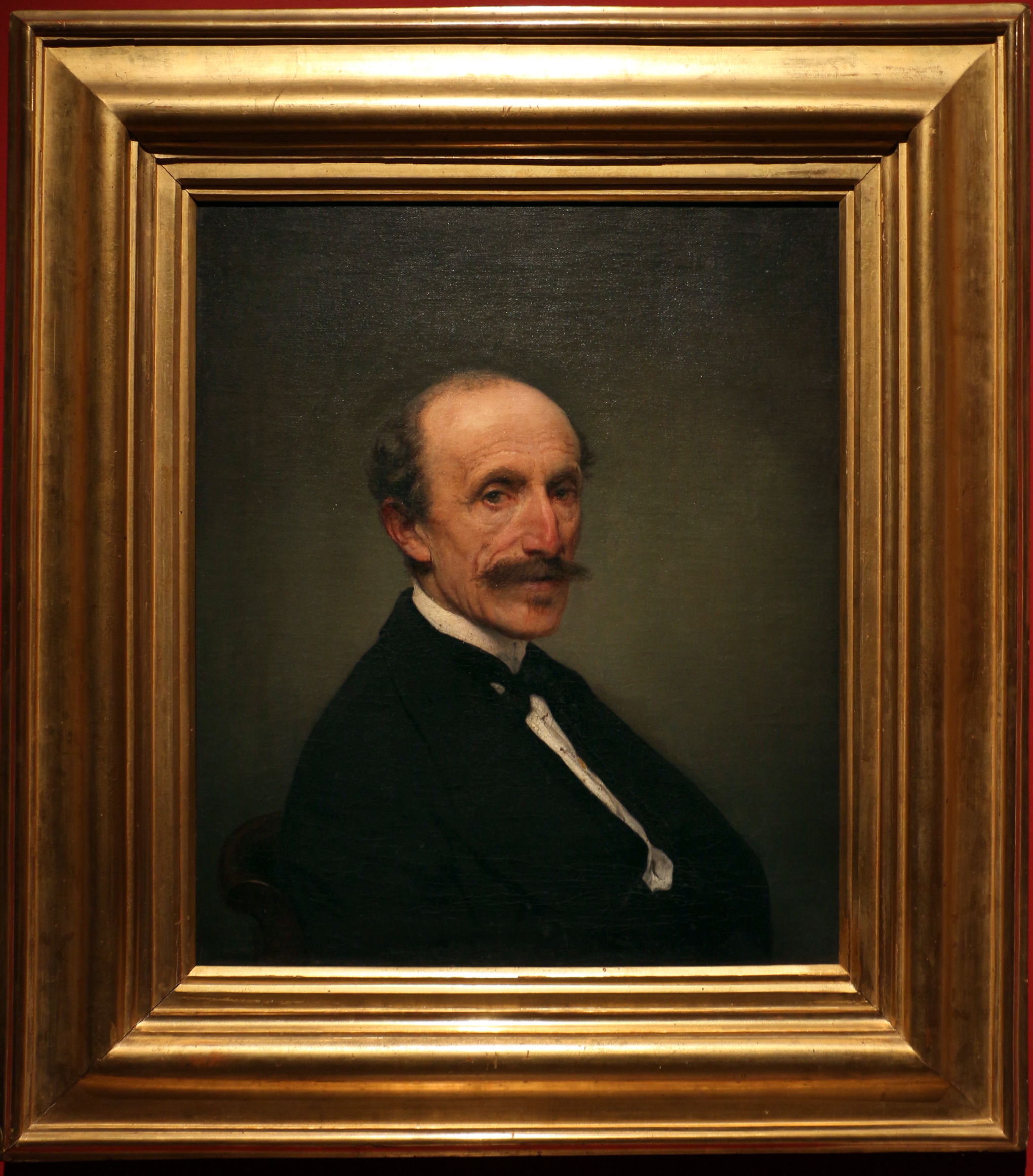
Франческо Айец.«Портрет інженера Джузеппе Клерічі», бл. 1876